# Motor turbocomposto

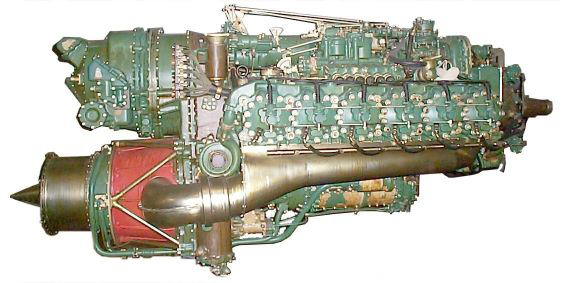
O motor aeronáutico Napier Nomad. A turbina a gás para aumento de potência fica instalada atrás do motor, aproveitando os gases de escape.

Um motor turbocomposto é um tipo de motor alternativo que emprega uma turbina a gás para aumento de potência aproveitando a saída dos gases de escape. Em vez de usar essa energia para acionar um turbocompressor, como encontrado em muitos motores aeronáuticos de alta potência, a energia da rotação é enviada ao eixo de saída, que por sua vez gira uma turbina para aumentar a potência total fornecida pelo motor. A turbina geralmente é conectada mecanicamente ao virabrequim, como no motor radial Wright R-3350 Duplex-Cyclone, mas sistemas de recuperação de energia elétrica e hidráulica também foram utilizados.
Como este processo de recuperação não aumenta consumo de combustível, e sim tem o efeito de reduzir o consumo específico de combustível, aumentando a relação entre o consumo de combustível e a potência. Motores turbocompostos foram usados para alimentar aviões comerciais e aviões militares de longo alcance e longa duração antes da introdução dos motores turbojato. Exemplos de uso do motor Duplex-Cyclone incluem os aviões Douglas DC-7B e Lockheed L-1049 Super Constellation, enquanto outros projetos não foram usados em produção.

## Conceito
A maioria dos motores a pistão produz gases de escape quentes que contém energia não desenvolvida que poderia ser usada para propulsão, se extraída. Uma turbina é frequentemente usada para extrair energia desse fluxo de gases. Uma turbina a gás convencional é alimentada com ar de alta pressão e alta velocidade, extrai energia dele e sai como um fluxo de baixa pressão e movimento mais lento. Esta ação tem o efeito colateral de aumentar a pressão a montante, o que torna indesejável seu uso com um motor a pistão, pois aumenta a contrapressão no motor, o que diminui a eliminação dos gases de escape dos cilindros e, portanto, reduz a eficiência do motor. a parte do pistão de um motor composto.
No final da década de 1930 e início da década de 1940, uma solução para esse problema foi a introdução de coletores de escapamento do tipo "jet stack". Eram simplesmente seções curtas de tubo de metal presas às portas de exaustão, moldadas de modo que interagissem com a corrente de ar para produzir um jato de ar que produzisse impulso para a frente. Outra introdução na Segunda Guerra Mundial foi o uso do efeito Meredith para recuperar o calor do sistema do radiador para fornecer impulso adicional.
No final da guerra, o desenvolvimento da turbina melhorou dramaticamente e levou a um novo projeto de turbina conhecido como "turbina de potência" ou "turbina de recuperação de energia". Este projeto extrai energia do impulso do escapamento em movimento, mas não aumenta sensivelmente a contrapressão. Isso significa que ele não apresenta os efeitos indesejáveis dos projetos convencionais quando conectado ao escapamento de um motor a pistão, e vários fabricantes começaram a estudar o projeto.

## História

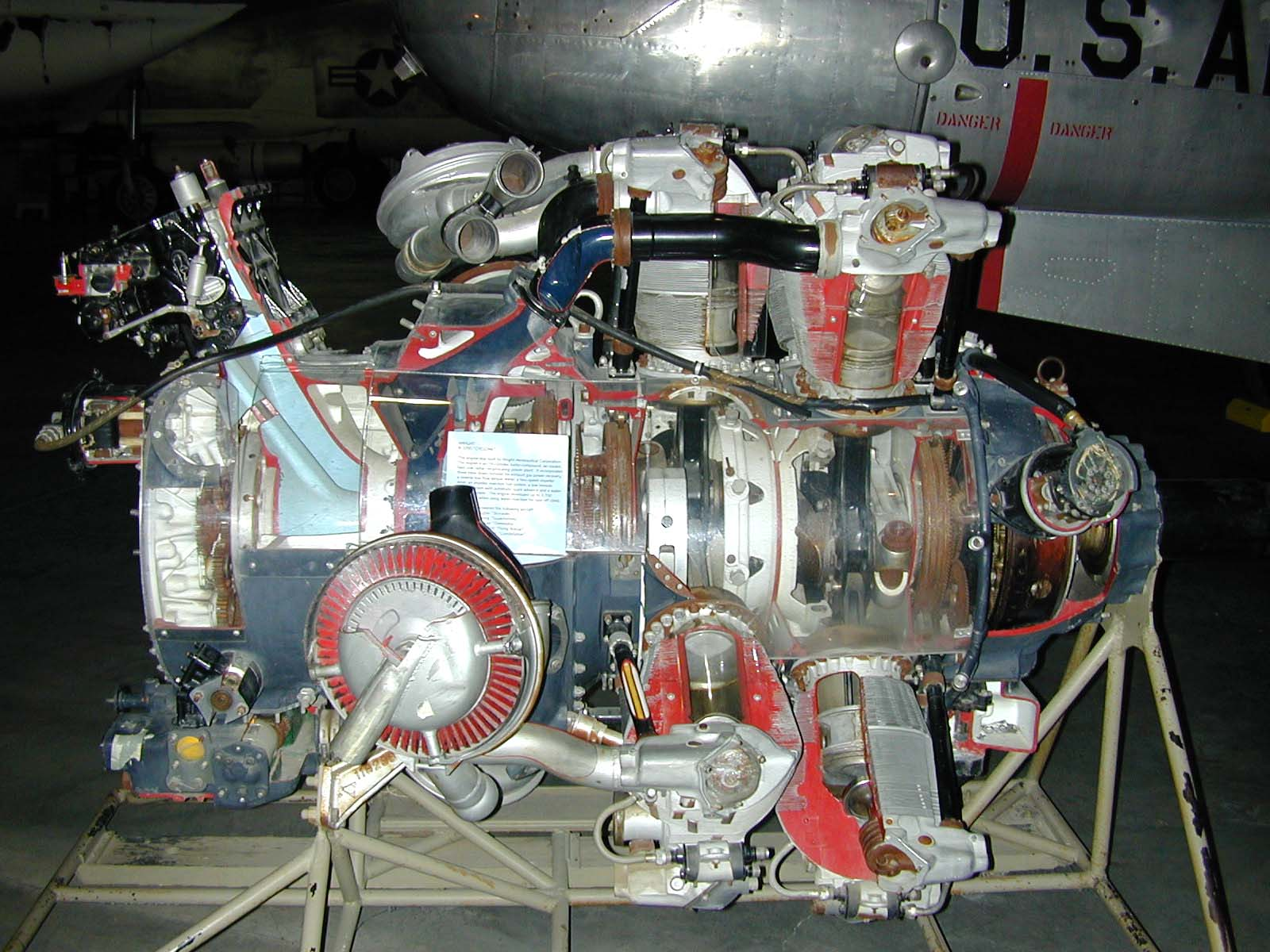
Motor radial Wright R-3350 Duplex-Cyclone com sistema turbocomposto.

O primeiro motor de aeronave a ser testado com turbina de recuperação de energia foi o Rolls-Royce Crecy. Isso foi usado principalmente para acionar um superalimentador centrífugo com engrenagens, embora também fosse acoplado ao virabrequim e proporcionasse uma economia de combustível extra de 15 a 35 por cento.
As turbinas de purga tornaram-se características relativamente comuns no final e no pós-guerra, especialmente para motores projetados para longos voos sobre a água. Os sistemas turbocompostos foram usados em vários motores aeronáuticos do pós Segunda Guerra Mundial, incluindo o Napier Nomad e o Wright R-3350 . A restrição de exaustão transmitida pelas três turbinas de purga usadas no Wright R-3350 é igual a um sistema de pilha de jatos bem projetado usado em um motor radial convencional, enquanto recupera cerca de 550 hp na potência METO (máxima contínua exceto para decolagem). No caso do R-3350, as equipes de manutenção às vezes apelidaram a turbina de turbina de recuperação de peças devido ao seu efeito negativo na confiabilidade do motor. Versões turbocompostas do Napier Deltic, Rolls-Royce Crecy, Rolls-Royce Griffon e Allison V-1710 foram construídas, mas nenhuma foi desenvolvida além do estágio de protótipo. Percebeu-se que, em muitos casos, a potência produzida pela turbina simples se aproximava da do motor de pistão extremamente complexo e de manutenção intensiva ao qual estava ligada. Como resultado, os motores aeronáuticos turbocompostos logo foram suplantados pelos motores turboélice e turbojato .
Alguns fabricantes modernos de camiões pesados a diesel incorporaram turbocomposição em seus projetos. Os exemplos incluem o Detroit Diesel DD15 e Scania em produção desde 1991.
A partir da temporada de 2014, a Fórmula 1 mudou para uma nova fórmula V6 turboalimentada de 1,6 litros que usa composição turbo. Os motores usam um único turboalimentador conectado a um motor/gerador elétrico denominado MGU-H. O MGU-H usa uma turbina para acionar um gerador, convertendo o calor residual do escapamento em energia elétrica que é armazenada em uma bateria ou enviada diretamente para um motor elétrico no trem de força do automóvel.